# Ana María de Lorena
Ana María de Lorena (3 de septiembre de 1691- junio de 1761) era la hija mayor de Rodrigo Anes de Sá Almeida e Meneses, I marqués de Abrantes y VII conde de Penaguião e Inés de Lorena.
Su hermano menor, Joaquim Francisco de Sá Almeida e Meneses sucedió a su padre como II marqués de Abrantes pero, como murió sin descendencia en 1756, Ana María heredó el patrimonio y los títulos familiares y se convirtió en la III marquesa de Abrantes y IX condesa de Penaguião
En vida de su hermano y gracias a un decreto del rey de José I de Portugal del día 4 de diciembre de 1753 se convirtió en duquesa de Abrantes. Anteriormente y tras enviudar, se convirtió en camarera de la reina de Portugal Mariana Victoria de Borbón, el mayor rango al que podía acceder una mujer.
Como apellido usó Lorena, nombre que provenía de su abuela materna, María Angélica de Lorena (hija de Francisco Luis de Lorena, conde de Harcourt).
Ana María se casó con su tío Rodrigo de Melo, (1688-1713), segundo hijo de Nuno Álvares Pereira de Melo, I duque de Cadaval y hermano de su madre. Solo tuvieron una hija, María Margarita de Lorena, que fue su sucesora como duquesa de Abrantes y que se casó con su tío (el hermano de Ana María) Joaquim Francisco de Sá Almeida e Meneses, II marqués de Abrantes.
| Predecesor: Nueva creación                            | Duquesa de Abrantes 1753–1761  | Sucesor: María Margarita de Lorena |
| Predecesor: Joaquim Francisco de Sá Almeida e Meneses | Marquesa de Abrantes 1756–1761 | Sucesor: María Margarita de Lorena |
| Predecesor: Joaquim Francisco de Sá Almeida e Meneses | Condesa de Penaguião 1756–1761 | Sucesor: María Margarita de Lorena |